# Eobiana nagashimai
Eobiana nagashimai är en insektsart som beskrevs av Yuiti Wada och H. Ishikawa 2001. Eobiana nagashimai ingår i släktet Eobiana och familjen vårtbitare.

## Underarter
Arten delas in i följande underarter:
- E. n. iidensis
- E. n. tanigawaensis
- E. n. nagashimai